# Troya isabellina
Espèce
Synonymes
- Minyssus isabellinus Roewer, 1943

Troya isabellina est une espèce d'opilions laniatores de la famille des Nomoclastidae.

## Distribution
Cette espèce est endémique de la province de Carchi en Équateur. Elle se rencontre vers Tulcán.

## Description
Le mâle holotype mesure 5 mm.

## Systématique et taxinomie
Cette espèce a été décrite sous le protonyme Minyssus isabellinus par Roewer en 1943. Elle est placée dans le genre Prostygnidius par Soares, Soares et Jim en 1992 puis dans le genre Troya par Villarreal et Kury en 2023.

## Publication originale
- Roewer, 1943 : « Über Gonyleptiden. Weitere Weberknechte (Arachn., Opil.) XI. » Senckenbergiana, vol. 26, p. 12–68.